# Лост
Лостът е прост механизъм, представляващ греда, въртяща се около опорна точка. Отсечките от края на гредата до опорната точка се наричат рамена на лоста. Лостът се използва за повдигане на тежки товари за сметка на дължината на лоста. Така, ако човек иска да повдигне товар по-тежък от самия себе си, ще използва по-дълъг лост. По-дългото рамо трябва да е откъм неговата страна, тъй като той е по-лек от повдигания товар. Лостът се намира в равновесие, ако сумата от моментите на силите, приложени към него, е равна на нула. Или накратко казано: лостът е в равновесие тогава, когато е изпълнено равенството:
F1.l1=F2.l2,
където
F1 е силата, приложена към едното рамо (нека е лявото рамо),
l1 е дължината на лявото рамо в нашия случай,
F2 е силата, приложена към другото рамо (в нашия случай дясното рамо) и
l2 е дължината на дясното рамо.
Както се вижда от равенството, произведението на дължината на едното рамо по силата, приложена към него, е равно на произведението на дължината на другото рамо по силата, приложена към това рамо.
Първото известно писмено обяснение на действието на лоста е дал през III век пр.н.е. Архимед, като свързва понятията сила, товар и рамо. Законът за равновесие на лоста, посочен по-горе и формулиран от него, се използва и до днес. Според легендата, като осъзнал значението на своята формулировка, Архимед възкликнал: „Δός μοί ποῦ στῶ, καὶ κινῶ τὴν γῆν“ (старогръцки), което обикновено се превежда така: „Дайте ми опорна точка и аз ще повдигна Земята.“

## Видове лостове
Има два вида лостове: едностранен и двустранен. Различават се по това, къде е разположена опорната точка. По-разпространен е двустранният лост, чиято опорна точка е разположена извън краищата на лоста, но лостът лежи върху опорната точка. Така се получават две рамена.
При едностранния лост опорната точка е разположена в единия край на лоста и така се получава само едно рамо.

### Лост от първи род
Лост, при който опорната точка се намира между точките на прилагане на силите, е лост от първи род.
Примери за лостове от първи род:
- ножица
- клещи
- везни
- гаечен ключ
- катапулт
- гребло на лодка
- метла
- „кози крак“
- брадва
- нож
- лопата
- ключ
- вилица
- лъжица
- отварачка

### Лост от втори род
Лост, при който точките на прилагане на силите са от едната страна на опората, е лост от втори род.
Примери за лостове от втори род:
- катапулт
- гаечен ключ
- гребло на лодка
- метла
- въдица

## Въртящ момент
Въртящ момент – физична величина, която характеризира силите по отношение на способността им да предизвикват въртене. Въртящият момент се бележи с главна буквата M и се пресмята по формулата М=F.l, където l е дължината на рамото, а F е силата, приложена към рамото l. Единицата за въртящ момент е Нютон-метър (N.m) и идва от формулата за въртящ момент М=F.l, където F е единицата за сила, измерена в нютони, а l е основната единица за дължина в метри. Така единицата за въртящ момент става Нютон-метър. Например – един Нютон-метър представлява въртящия момент на сила F = 1 N с рамо l = 1 m.

## Условие за равновесие на лост
Равновесие на лост се наблюдава тогава, когато силите от двете страни на лоста са уравновесени. Това не означава, че силите трябва да са равни:
F1≠F2 – силите могат да са различни. Трябва да се изпълнява равенството F1.l1=F2.l2, тоест дължината на рамената компенсира разликата в силите, които действат от двете страни на лоста.
Опитно се установява, че един лост е в равновесие, когато двата противоположни моменти са еднакви и системата е в равновесие. Нека от лявата страна на лявото рамо действа сила → F1, а от дясната страна на дясното рамо действа сила → F2. От фиг. 1 се вижда, че F1<F2. Двете сили създават въртящи моменти. Нека означим въртящия момент към лявото рамо с M1, то тогава M1=F1.l1 и ако означим въртящия момент от дясното рамо с M2, то M2=F2.l2. Тъй като двете сили създават въртящи моменти, то те се стремят да завъртят лоста в противоположни посоки. Лостът е в равновесие, когато двата противоположни моменти са равни тоест, F1.l1=F2.l2. Така получихме условието за равновесие на лост.